# Socha Panny Marie Immaculaty (Holohlavy)
Socha Panny Marie Immaculaty z období kolem roku 1740 se nalézá v lokalitě Na lávkách pod lipami u chodníku spojujícího městečko Smiřice v okrese Hradec Králové s holohlavským kostelem svatého Jana Křtitele. Socha spolu se sousední sochou svatého Jana Nepomuckého tvoří významnou krajinnou dominantu. Barokní pískovcová socha pocházející z Braunovy dílny je chráněna jako kulturní památka ČR. Národní památkový ústav tuto sochu uvádí v katalogu památek pod rejstříkovým číslem ÚSKP 34338/6-607.

## Popis
Barokní socha Panny Marie Immaculaty stojí na trojbokém podstavci s volutovými křídly zdobenými po stranách střapci a vypjatou římsou umístěném na dvou kamenných stupních. Na čelní straně podstavce je v kartuši umístěn reliéf Zvěstování Panny Marie, znázorňující klečící Pannu Marii u pultíku s knihou a nad ní anděla s ratolestí a holubici. 
Socha Panny Marie Immaculaty v životní velikosti je umístěna na malém soklu, na jehož čelní straně je ozdobný nápis MARIA. Postava Panny Marie v běžném oděvu stojí na zeměkouli a přišlapuje hlavu hada. Kolem hlavy má kovovou svatozář s 12 hvězdami.